# Gian Francesco Malfatti
Giovanni Francesco Giuseppe, também conhecido como Gian Francesco ou Gianfrancesco (Ala (Trento), 26 de setembro de 1731 — Ferrara, 9 de outubro de 1807) foi um matemático italiano.

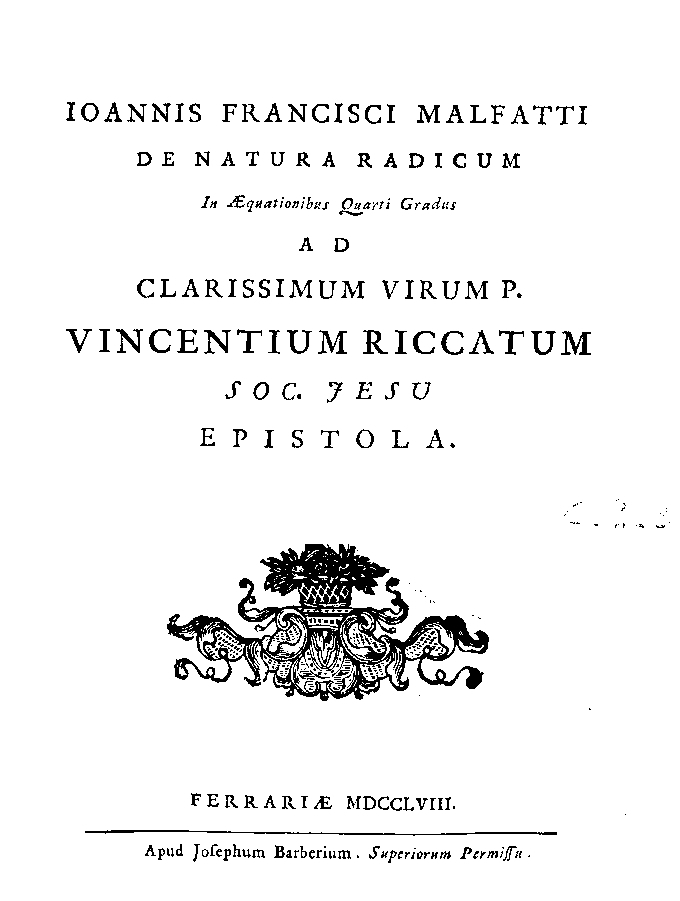
De natura radicum in aequationibus quarti gradus, 1758